# Porta del darrere

## Definició
La porta del darrere (backdoor en anglès) és un programari que permet l'accés al sistema operatiu de l'ordinador ignorant els procediments normals d'autentificació. A la informàtica, una porta del darrere (en anglès: backdoor) és una seqüència especial o un terme del darrere dins del codi de programació, mitjançant la qual es poden evitar els sistemes de seguretat de l'algorisme (autenticació) per accedir al sistema. Encara que aquestes portes poden ser utilitzades per a fins maliciosos i espionatge no sempre són un error, ja que poden haver estat dissenyades amb la intenció de tenir una entrada secreta.

Segons com treballen i infecten altres equips, existeixen dos tipus de portes falses:
1. El primer grup s'assembla als troians, és a dir, són inserits manualment a dins d'algun altre software, executats pel software contaminat, i infecten al sistema per a poder ser instal·lats permanentment.
2. El segon grup funciona de forma semblant a un cuc informàtic, que és executat com un procediment d'inicialització del sistema i normalment infecta per mitjà de cucs que el porten com a càrrega.

## Portes del darrere més conegudes
Les més conegudes són Back Orifice i NetBus, dues de les primeres portes del darrere, que fins als nostres dies segueixen vigents encara que en menor quantitat atès que la majoria dels programes antivirus els detecten. Un altre molt conegut és el SubSeven, que també va ser introduït en milions d'ordinadors al món.

## Son tots perillosos?
No tots els accessos ocults, o "backdoors", que es troben en sistemes i aplicacions són necessàriament perjudicials. De fet, molts d'ells són implementats intencionalment per portar a terme tasques de manteniment o actualització en dispositius. Amb la condició que siguin adequadament configurats i només permetin el pas a usuaris legítims, no es presentaran cap mena de problemes.

## Com eliminar una porta del darrere[4]
Amb l'objectiu de prevenir l'accés no autoritzat a través de "backdoors" que puguin haver estat inadvertidament instal·lats al nostre ordinador a causa de la descàrrega de programes, fitxers, o altres, resulta indispensable comptar amb un programa antivirus eficaç. En el cas de disposar d'aplicacions malicioses que permetin l'accés remot al nostre sistema, un antivirus competitiu hauria de ser capaç de detectar aquestes aplicacions i eliminar-les del nostre dispositiu informàtic.
En el moment en què s'elimina l'aplicació, la porta posterior desapareixerà, sent impossible l'establiment de connexió amb el nostre equip mitjançant aquesta via. En tot cas, l'antivirus també ha de ser capaç de detectar i suprimir altres possibles aplicacions indesitjades que hagin estat instal·lades en el nostre equip mitjançant aquesta mateixa via.
Per tal d'evitar la possible pèrdua o eliminació de les dades emmagatzemades en un equip informàtic, resulta altament recomanable disposar de còpies de seguretat per assegurar la seva recuperació després d'haver desinstal·lat software maliciós, fins i tot si les dades originals han estat afectades.
Pel que fa als "backdoors" que ja existeixen en les nostres aplicacions o sistemes, la solució pot requerir la col·laboració dels desenvolupadors, als quals convé comunicar-los la seva existència amb la finalitat que procedeixin a eliminar-los. Així doncs, es confia en la bona disposició dels mateixos per tal d'eliminar les portes del darrere.
No obstant, en cas de resultar infructuós el contacte amb els desenvolupadors, seria convenient plantejar el canvi a altres sistemes o aplicacions que no disposin de portes secretes que permetin l'accés no autoritzat des de l’exterior.

## Protecció de l’ordinador[4]
La millor manera de combatre això és realitzar un manteniment informàtic eficaç dels ordinadors, eliminant els virus i comprovant els nivells de seguretat.
A més, és convenient que per evitar la pèrdua de dades, utilitzem sistemes de còpies de seguretat al núvol que ens permetin mantenir la nostra informació sempre fora de perill.
No esperis a l'últim moment, quan ja sigui massa tard. Les dades del teu ordinador són massa importants i els virus informàtics i portes del darrere posen en risc la privadesa i integritat de les teves dades.